# Pd1
Pd1 – polskie oznaczenie na PKP parowozu pospiesznego kolei pruskich serii S3, produkowanego w latach 1893–1904. Na kolejach niemieckich nosił później oznaczenie serii (Br) 130.

## Historia
Konstrukcja tego oszczędnego i szybkiego (100 km/h) parowozu wiele zawdzięczała podróży służbowej jej autora – Augusta von Borriesa w USA i Wielkiej Brytanii. Celem jej było zapoznanie się z rozwojem parowozów w innych krajach, dla stworzenia nowoczesnych i szybkich lokomotyw pospiesznych dla pruskich kolei.
Dla nowych lokomotyw wybrano układ osi 2'B, w miejsce stosowanego dotychczas w Prusach 1B. Pierwszą próbą stworzenia nowego parowozu pospiesznego von Borriesa były lokomotywy oznaczone od 1906 roku jako seria S2, których egzemplarze próbne budowano od 1890 roku, a serię 148 sztuk z silnikiem bliźniaczym i rozrządem wewnętrznym Allana wyprodukowano w 1892 roku. Następnie von Borries opracował ulepszoną lokomotywę z dwucylindrowym sprzężonym silnikiem parowym z zewnętrznymi cylindrami i nowoczesnym rozrządem tłokowym Heusingera oraz zwiększonym rozstawem osi. Od 1906 roku została ona oznaczona jako seria S3.

## Produkcja i służba w Niemczech
Lokomotywa serii S3 była produkowana jako znormalizowany wzór (Musterblatt) III-2b w 8 fabrykach (w kolejności pod względem wielkości produkcji: Hanomag – 213, Schwartzkopff – 185, Vulcan – 152, Schichau – 132, dalej Henschel, Union-Gießerei, Borsig i Grafensteden). Dla kolei pruskich wyprodukowano 1027 parowozów, w latach 1893–1904. Dzięki udanej konstrukcji, były zamawiane w dużej liczbie i wkrótce opanowały większość ruchu pospiesznego w Prusach.
Dalsze 41 lokomotyw analogicznej konstrukcji zbudowano w latach 1900–1901 w kilku fabrykach dla kolei Alzacji-Lotaryngii, gdzie weszły do służby jako seria A15 (6 sztuk) i A16 (35 sztuk) (numery na kolei 712-727, 763-787). W 1912 roku zostały one oznaczone jako seria S3, z wyjątkiem doświadczalnej lokomotywy nr 782 na parę przegrzaną, którą zaliczono do serii S4. Ponadto 6 lokomotyw tego samego typu zbudowała w latach 1902–1904 fabryka Hanomag dla kolei oldenburskich.
Od połowy pierwszego dziesięciolecia XX wieku lokomotywy S3 były stopniowo wypierane przy cięższych pociągach pospiesznych przez nowsze, mocniejsze konstrukcje (jak S5², S4, S6, S7, S9), lecz w ruchu osobowym pozostały do I wojny światowej; jedynie dwie wycofano wcześniej z powodu wypadków.
Po I wojnie światowej część lokomotyw została przeznaczona dla innych krajów jako reparacje wojenne. Po wejściu kolei pruskich w skład kolei niemieckich, według tymczasowego planu przenumerowania z 1923 r., przewidziano wcielenie 458 lokomotyw serii S3, oznaczonych jako seria (Br) 130. Ostatecznie jednak większość wycofano wcześniej i koleje niemieckie DRG otrzymały tylko 28 parowozów (od 1925 roku numery 13 001 do 13 028), które eksploatowano jedynie do 1927 roku. Alzacko-lotaryńskie lokomotywy S3 wycofano ze służby do 1925 roku. Oldenburskie lokomotywy S3 oznaczono natomiast w 1925 roku jako seria 1318, z numerami 13 1801 do 13 1806, lecz również szybko zostały wycofane.
Do serii S3 zaklasyfikowano także 26 lokomotyw serii S2 zrekonstruowanych z zamianą silnika bliźniaczego na sprzężony.

## Służba w Polsce i innych krajach
Po I wojnie światowej polskie koleje eksploatowały 89 parowozów tego typu, które otrzymały oznaczenie serii Pd1. Według innych źródeł było ich 92, lecz trzy lokomotywy zaliczone do serii Pd1 (Pd1-87, 88 i Pd1-3Dz) były w rzeczywistości lokomotywami serii S5² (mylnie zaklasyfikowanymi jako Pd1, a nie Pd4 z powodu błędnego oznaczenia ośmiu lokomotyw S5² w dyrekcji bydgoskiej KPEV jako seria S3). Po wybuchu II wojny światowej Niemcy przejęli w Polsce 37 lokomotyw Pd1 (w tym dwie serii S5²), którym nadali numery 13 302 do 13 338. Dwie dalsze polskie lokomotywy Pd1 zostały zdobyte przez Niemców w 1941 roku w ZSRR i wcielone pod numerami 13 339 i 13 340.
Po II wojnie światowej na PKP wróciło 18 lokomotyw serii Pd1, które używane były do 1951 roku, z nowymi numerami od 1 do 18. Wśród nich była lokomotywa Pd1-16 (dawna Pd1-88), należąca faktycznie do serii S5². Osiem lokomotyw było używanych po wojnie przez koleje NRD i zwróconych Polsce dopiero w latach 1955/56, kiedy to już nie weszły do eksploatacji i zostały złomowane.
Sześć lokomotyw posiadały w okresie międzywojennym koleje litewskie, gdzie zaliczono je jako seria K3 (numery 201-206). Jedna z nich została przejęta przez Niemcy podczas II wojny światowej i oznaczona jako 13 301.
Trzy lokomotywy otrzymała w lutym 1920 roku Łotwa, gdzie zaliczono je do serii An, grupującej lokomotywy o układzie osi 2'B, z numerami An-38, An-45 i An-46. Wszystkie zostały wycofane w latach 1930–1934.
Żadna z lokomotyw serii S3 nie zachowała się do czasów obecnych.

## Opis
Parowóz pospieszny o układzie osi 2'B, z dwucylindrowym silnikiem sprzężonym na parę nasyconą (2'B n2v). Rozrząd Heusingera. Oś kotła na wysokości 2260 mm nad szynami. Rozstaw osi wiązanych: 2600 mm. Lokomotywy wczesnych serii miały rozstaw osi wózka tocznego 2000 mm, produkowane od 1900 roku – 2200 mm. Nacisk na oś wynosił 15,22 – 15,38 t w przypadku osi wiązanych i 9,78 t w przypadku osi tocznych.
Stosowano tendry pruskich serii: trzyosiowe pr 3 T 12 (M. III-5b), pr 3 T 15 i czteroosiowe pr 2’2’ T 16, pr 2'2' T 20 i pr 2’2’ T 21,5 (ostatnia liczba oznaczała pojemność skrzyni wodnej w m³).
Lokomotywa S3 mogła ciągnąć po poziomym torze z prędkością 100 km/h pociąg o masie 130 ton, z prędkością 90 km/h o masie 200 ton, a z prędkością 80 km/h o masie 280 ton (książka charakterystyk z 1915 roku) lub 325 ton (książka z 1924 roku).
Z konstrukcji parowozu S3 wywodziły się parowozy pruskich serii S4 (na parę przegrzaną), S5¹ (z czterocylindrowym silnikiem sprzężonym) i S5² („wzmocniony S3”).